# Polystichum pseudomicrophyllum
Polystichum pseudomicrophyllum är en träjonväxtart som beskrevs av Nakaike. Polystichum pseudomicrophyllum ingår i släktet Polystichum och familjen Dryopteridaceae. Inga underarter finns listade.